# Frode alimentare
Per frode alimentare si intende la produzione e la distribuzione di alimenti non conformi alle norme vigenti. La frode alimentare si suddivide in frode sanitaria e frode commerciale.
Le frodi alimentari sono spesso attuate da aziende con l'intento di abbassare in maniera fraudolenta i propri costi di produzione e di conseguenza aumentare il proprio guadagno, a discapito della qualità dei prodotti alimentari e della salute dei consumatori.

## Storia
In Italia le prime leggi sulla qualità dei prodotti furono emanate alla fine del 1800 e solo dopo pochi anni si emanarono norme specifiche sulla frode alimentare. Nel periodo delle due guerre mondiali, a causa della scarsità di cibo, le frodi aumentarono notevolmente soprattutto nella vendita del latte e del pane. Nel corso del tempo ci sono stati numerosi casi di frode alimentare. Nel corso degli anni '50 le frodi riguardarono l'olio d'oliva, la pasta e il vino.
Nel 1986 si ebbe lo scandalo del vino al metanolo che provocava l'aumento della gradazione alcolica senza tener conto dei danni che si poteva provocare alla salute dei consumatori.
Nel 2013 ci fu il caso dei tortellini che contenevano carne di cavallo invece che di manzo senza conseguenze dannose per salute; questo scandalo coinvolse 20 paesi. Nel 2015 ci fu il caso della mozzarella prodotta senza latte: invece di quest'ultimo veniva adoperata la cagliata un semilavorato che fa ottenere il prodotto con costi notevolmente più bassi e che accorcia notevolmente i tempi di produzione. Queste frodi sono state le più eclatanti ma sono solo una piccola parte di questo fenomeno.

## Frode sanitaria
Per frode sanitaria si intende la modificazione di un prodotto che lo rende pericoloso per la salute. Per questo reato viene sanzionato non solo colui che ha prodotto l'alimento, ma anche colui che lo distribuisce e lo mette in vendita.
Un esempio di frode sanitaria è l'agropirateria alimentare, che si verifica quando ad un prodotto si applica un marchio non originale o quando vengono alterati gli ingredienti (sia rispetto alla qualità che alla quantità). L'italian sounding, un esempio di agropirateria, è il fenomeno di imitazione dei cibi o in generale prodotti italiani, all'estero.

## Frode commerciale
Per frode commerciale si intende la vendita di un prodotto con false informazioni, cioè si ha una provenienza, qualità o quantità del prodotto diversa da quella dichiarata.
Alcuni esempi delle frodi alimentari più diffuse, che possono rientrare sia nell'ambito sanitario che in quello commerciale o addirittura in antrambi contemporaneamente, sono:
- Adulterazione: si ha quando c'è una modifica della composizione naturale dell'alimento, con l'uso di sostanze di qualità inferiore nel prodotto (vendita del latte scremato per latte intero).
- Contraffazione: si ha quando si inganna l'acquirente sulla qualità e sulla purezza del prodotto (vendita di un alimento scongelato smerciandolo per un alimento fresco). Un altro caso di contraffazione alimentare consiste nella sostituzione di un elemento di quell'alimento con un altro di qualità minore rispetto al primo, come per esempio l'eventuale presenza di curcuma in un miscuglio di polvere gialla che potrebbe essere venduta come zafferano, assai più caro della curcuma, olio di semi passato per olio d'oliva o margarina per burro.
- Sofisticazione: si ha quando si aggiungono degli elementi che non sono utili alla composizione dell'alimento ma che vanno a migliorarne l'aspetto esterno dell'alimento, coprendone i difetti (immissione di coloranti in carni alterate per ravvivarne il colore).
- Alterazione: si ha quando è presente una trasformazione di componenti chimici che vanno a modificare le proprietà fisiche e chimiche dell'alimento stesso (processi degenerativi causati da gestione errata o conservazione prolungata).
- Falsificazione: si ha quando c'è la sostituzione di un prodotto con un altro (margarina al posto del burro).

### Frode della carne e dei suoi derivati
La carne rossa prende il suo colore rosso dall'emoglobina, molecola che dopo un lungo contatto con l'ossigeno dà però un colore bruno alla carne; per combattere questo fenomeno vengono aggiunte diverse sostanze:
- niacina e nicotinammide
- solfiti e nitriti
- acido ascorbico
- monossido di carbonio

L'utilizzo di tali sostanze in quantità superiore al limite consentito dalla legge è considerata una frode. I solfiti sono conservanti molto utilizzati negli alimenti e nei vini, non sono dannosi per salute tranne in casi di ipersensibilità di alcune persone. L'acido ascorbico è una vitamina essenziale per l'organismo e non è dannoso per la salute.
La niacina e la nicotinammide sono sostanze presenti nella carne, ma se presenti in quantità eccessive sono dannose per la bocca e generano prurito alla pelle.
Infine il monossido di carbonio è innocuo per via alimentare, agisce solo sul colore dell'alimento e non sulla salute dell'uomo.

### Frode del pesce e dei suoi derivati
La legge prevede, per tutelare i consumatori, che il pesce destinato a consumarsi crudo debba essere sottoposto a un trattamento per inattivare i parassiti che si possono trovare nei muscoli. Se il pesce destinato ad essere venduto crudo non è stato sottoposto al trattamento, c'è una possibilità di frode sanitaria con conseguenze negative ai danni della salute del consumatore.

#### Vendita di pesce congelato per fresco
Il pesce è un alimento molto deperibile e per allungarne la vita viene sottoposto a varie conservazioni (congelamento). La vendita di pesce congelato spacciato per fresco è una frode; non comporta danni diretti alla salute ma falsa informazione sulla modalità di preparazione che può provocare danni alla salute del consumatore. 
Con lo scongelamento del prodotto si ha una perdita parziale di alcune sostanze nutritive e le caratteristiche del prodotto risulteranno inferiori al prodotto fresco.
Ci sono vari metodi per distinguere pesce fresco dal pesce congelato:
1. occhio sporgente, pupilla nera e cornea trasparente
2. odore delicato, marino e gradevole
3. aspetto brillante e metallico
4. corpo rigido con squame aderenti e pelle con colori vivi

### Frode della mozzarella
Le mozzarelle possono essere modificate o alterate attraverso l'impiego del latte in polvere. Si può notare questa alterazione solo tramite analisi chimiche per determinare la quantità e i tipi di grassi presenti.
Inoltre le mozzarelle possono essere contraffatte anche con l'impiego di cagliate, spesso di origine estera.

### Frode del latte
Anche il latte è stato oggetto di frode; ci sono molti modi per manipolare il latte:
- Annacquamento con o senza scrematura
- Acqua ossigenata
- Grasso non corrispondente al tipo di latte dichiarato in etichetta.
- Latte pastorizzato più volte
- Latte con elevato tasso di diossina, prodotto da animali allevati in zone contaminate da diossina
- Produzione e commercializzazione di latte come "biologico" senza che sia stato sottoposto al controllo previsto dalla legge
- Vendita di latte in polvere spacciato per latte fresco